# Dascyllus aruanus
Dascyllus aruanus es una especie de peces de la familia Pomacentridae en el orden de los Perciformes.

## Morfología
Los machos pueden llegar alcanzar los 10 cm de longitud total.

## Hábitat
Es un pez de mar.

## Distribución geográfica
Se encuentra desde el mar Rojo y el África Oriental hasta las islas de la Línea, las Tuamotu, el sur del Japón y Australia  (hasta Sídney).